# 킬러들의 쇼핑몰 시즌2
《킬러들의 쇼핑몰 시즌2》(영어: A Shop for Killers Season 2)는 디즈니+에서 [[2026년]에 방송 예정인 대한민국의 액션, 미스터리, 느와르, 스릴러 드라마이다.

## 기획의도
삼촌 ‘진만’이 남긴 위험한 유산으로 인해 수상한 킬러들의 표적이 된 조카 ‘지안’의 생존기를 다룬 스타일리시 뉴웨이브 액션

## 등장 인물

### 주요 인물
- 이동욱: 정진만 역
- 김혜준: 정지안 역

### 주변 인물
- 조한선: 베일 역
- 금해나: 소민혜 역
- 이태영 : 브라더 역
- 김민 : 파신 끄라덱 역
- 현리 : 큐 역
- 오카다 마사키 : 제이 역
- 정윤하 : 쿠사나기 역